# Dassault Falcon 900
Dassault Falcon 900 – trzysilnikowy samolot biznesowy produkowany przez Dassault Aviation, wersja rozwojowa Dassault Falcon 50, obecnie razem z Dassault Falcon 7X jedyny produkowany samolot w układzie S-kanałowym z trzecim silnikiem umieszczonym przy nasadzie statecznika pionowego. 

## Historia
Prototyp został oblatany 21 września 1984 r. Otrzymał certyfikat zdatności do lotu 14 marca 1986 r. W kolejnych latach opracowano jego liczne wersje rozwojowe. Produkowana jest także pomniejszona, dwusilnikowa wersja, Dassault Falcon 2000.
14 września 1999 r. należący do Grecji Falcon 900B użytkowany przez Olympic Air lecący do Bukaresztu doznał gwałtownych drgań oscylacyjnych w trakcie zniżania wywołane przez błędy załogi. Z powodu nie zapięcia pasów na pokładzie zginęło siedmiu z 13 pasażerów, w tym wiceminister ds. europejskich Giannos Kranidiotis.

## Wersje
- Falcon 900A: pierwsza wersja produkcyjna z silnikami Garrett TFE731-5AR-1C (ciąg 20 kN), zbudowano 103 sztuki i 1 prototyp.
- Falcon 900 MSA: wersja patrolowa dla Japońskiej Straży Przybrzeżnej z radarem poszukiwawczym.
- Falcon 900B: wersja z silnikami TFE731-5BR-1C (ciąg 21,13 kN), oferowana od 1991, zbudowano 74 sztuki.
- Falcon 900EX: zmodernizowana wersja z silnikami TFE731-60 (ciąg 22,24 kN), zasięg zwiększono do 8340 km, oferowana od 1996.
- Falcon 900C: następca 900B z ulepszoną awioniką, wprowadzony w 2000 roku.
- Falcon 900DX: obecnie produkowana wersja średniego zasięgu z silnikami TFE731-60.
- Falcon 900LX: wersja EX z dodanymi wingletami, zasięg zwiększono do 8890 km.

## Użytkownicy wojskowi/rządowi
Algieria
 Royal Australian Air Force(1989–2003)
 Luchtcomponent (siły powietrzne)
1 Falcon 900B
 Boliwia
 Armée de l'air (siły powietrzne)
Dwa Falcon 900 od 1987
 Gabońskie Siły Powietrzne
 Grecja
 Ejército del Aire (siły powietrzne)
5 Falcon 900B
 Japońska Straż Przybrzeżna
 Królewskie Malezyjskie Siły Powietrzne
 Namibia
 Bundesnachrichtendienst
 Nigeria
 South African Air Force
 Syria
 Wenezuela
 Aeronautica Militare (siły powietrzne)
5 Falcon 900EX
 Zjednoczone Emiraty Arabskie
 Schweizer Luftwaffe
 Royal Air Force (siły powietrzne)